# BAM BDe 4/4
Les automotrices BDe 4/4 no 1 à 5 sont des automotrices électriques de la compagnie du Chemin de fer Bière-Apples-Morges.

## Description

### Contexte
À l'origine, les 5 automotrices étaient des BCFe 4/4. En 1956, à la suite de l'abandon de la 3e classe par les CFF, elles ont été re-catégorisée ABFe 4/4. À partir de 1980, la partie 1re classe est supprimée et les automotrices deviennent des BDe 4/4.
Seule une automotrice a été conservée. La 2, qui est utilisé régulièrement pour assurer des trains rétro qui sont gérés par l'association de la Voie des Sens. La 5 était aussi prévue d'être remis en état d'origine mais le projet n'a pas conclu pour cause de prix trop élevées. Le besoin d'un désamiantage du véhicule étant la raison principale du coût élevé. Elle a donc été transportée à Bière en Juillet 2023 et a servi de magasin de pièces détachées avant d'être démolie en fin 2023. La 1 a été démolie en 1993 à la suite d'un accident et la 4 disparaît du réseau en 1994. La 3 connait le même sort que la 1 et 4 et est démolie en 2010. Pour conclure, la seule automotrice en état de marche, la 2, n'assure plus les services réguliers.

### Techniques
Lorsque les machines étaient des ABFe 4/4, elles avaient 8 places en 2e classe et 32 places en 3e classe, ainsi qu'un fourgon. À la suite du reclassement, le nombre de places en 2e classe est de 40 places. L'automotrice 2 a été complètement rénovée entre 2019 et 2020 et a été repeinte en livrée d'origine. Elle ne possède maintenant qu'une capacité de 28 places assises ainsi qu'un fourgon utilisé comme cuisine. La 5 était la seule qui n'a jamais été repeinte en livrée vert blanc-crème, la même que les Be 4/4 11-14. Elles sont équipées du frein Westinghouse.

## Liste des véhicules
| Automotrices | Automotrices    | Automotrices | Automotrices | Automotrices | Automotrices    | Automotrices |
| no           | Mise en service | Révision(s)  | Baptême      | Emblème      | Remarque(s)     | Photo        |
| ------------ | --------------- | ------------ | ------------ | ------------ | --------------- | ------------ |
| 1            | 1943            |              | -            | -            | Démolie en 1993 |              |
| 2            | 1943            | 2019-2020    | -            | -            | Train rétro     |              |
| 3            | 1943            |              | -            | -            | Démolie en 2010 |              |
| 4            | 1943            |              | -            | -            | Démolie en 1994 |              |
| 5            | 1945            |              | -            | -            | Démolie en 2023 |              |

## Galerie

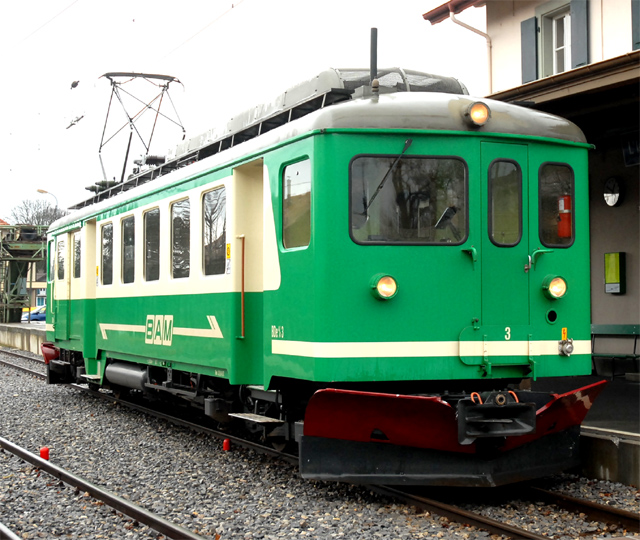
BDe 4/4 3 garée à l'Isle
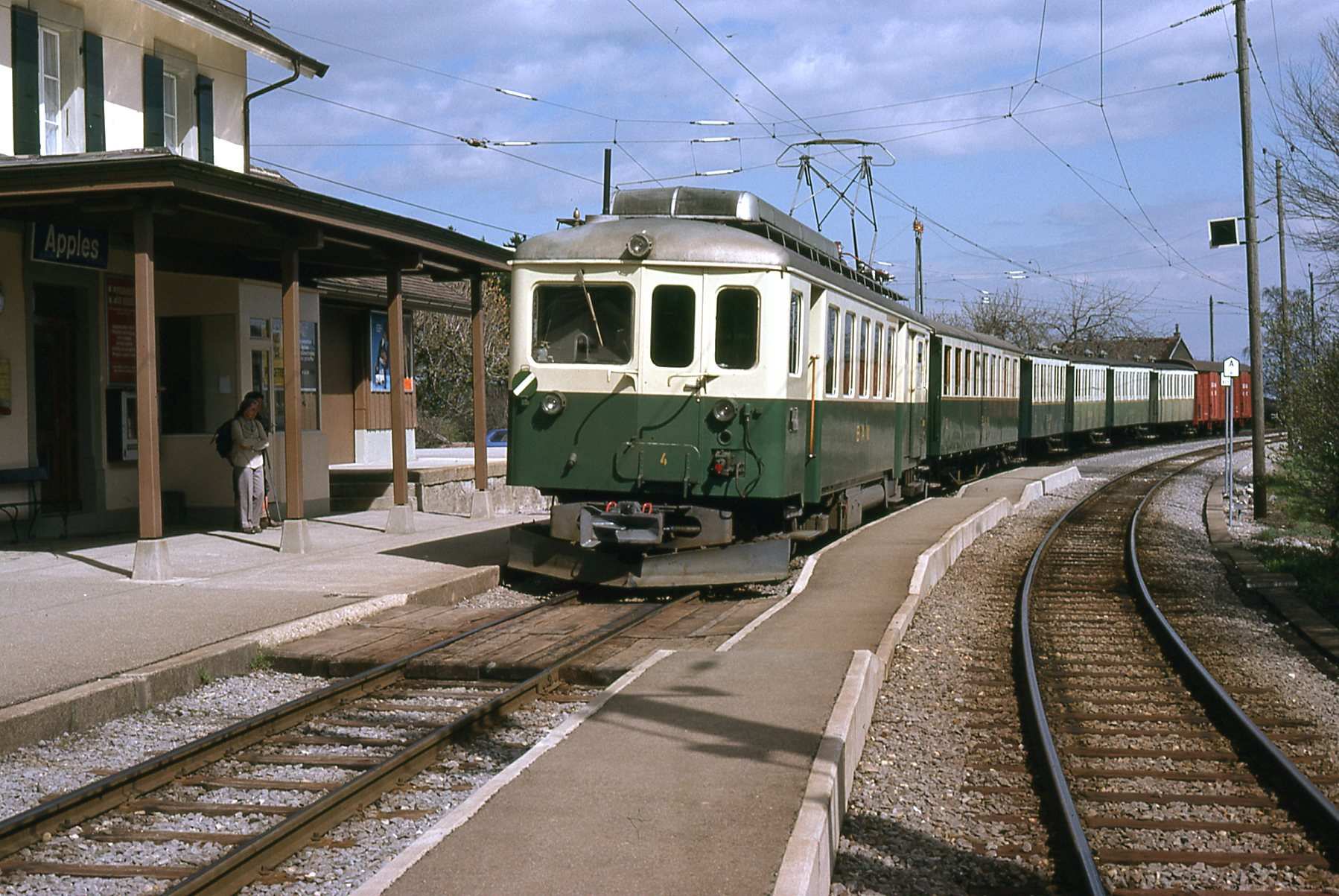
La BDe 4/4 4 avec son train mixte entrant en gare d'Apples
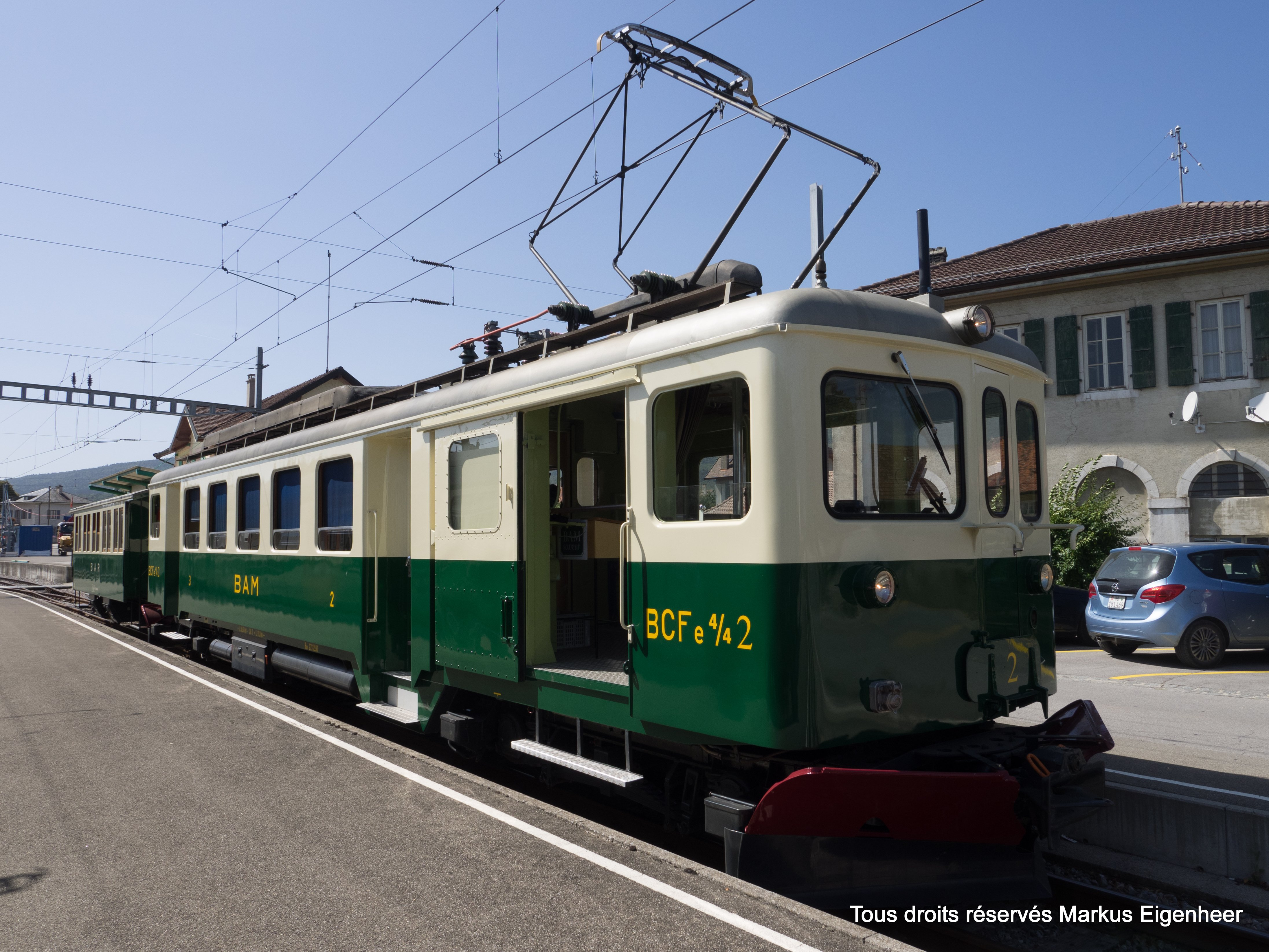
La 2 après sa rénovation.